# Сагитово (Хайбуллинский район)
Саги́тово (баш. Сәғит) — деревня в Хайбуллинском районе Башкортостана, входит в Маканский сельсовет.

## Географическое положение
Расстояние до:
- районного центра (Акъяр): 30 км,
- центра сельсовета (Макан): 18 км,
- ближайшей ж/д станции (Сара): 88 км.

## Население
| 2002 | 2010 |
| ---- | ---- |
| 353  | ↘329 |

Национальный состав
Согласно переписи 2002 года, преобладающая национальность — башкиры (100 %).